# 38 Batalion Celny

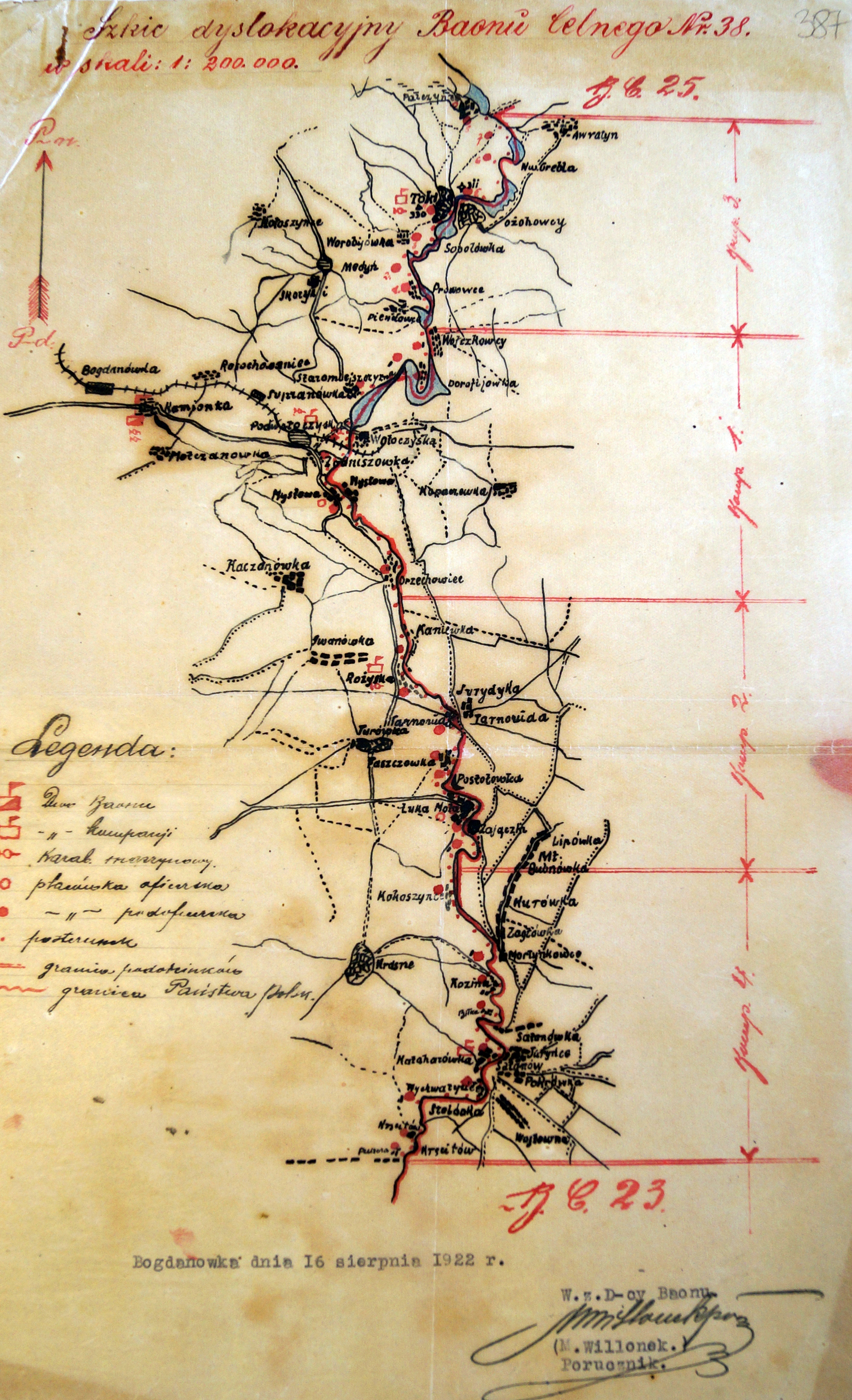
Rozmieszczenie 38 batalionu celnego

38 Batalion Celny – jednostka organizacyjna formacji granicznych II Rzeczypospolitej.

## Formowanie i zmiany organizacyjne
Na podstawie rozkazu Ministra Spraw Wojskowych L.11069/Mob. z dnia 13 sierpnia 1921 w miejsce batalionów etapowych i wartowniczych utworzone zostały bataliony celne. 38 batalion celny powstał od podstaw (nowo formowany) w granicach DOG Lwów. Etat batalionu wynosił 14 oficerów i 600 szeregowych. Podlegał Ministerstwu Spraw Wewnętrznych.
Zadanie sformowania batalionu otrzymała 12. i 5 Dywizja Piechoty. 12 DP wyznaczyła ze swojego składu 300 szeregowych, a 5 DP po 150 z 38. i  39 pułk piechoty Strzelców Lwowskich. Batalion formowano w Tarnopolu.
Mimo że batalion był w całym tego słowa znaczeniu oddziałem wojskowym, nie wchodził on w skład pokojowego etatu armii. Uniemożliwiało to uzupełnianie z normalnego poboru rekruta. Ministerstwo Spraw Wojskowych zarówno przy ich formowaniu, jak i uzupełnianiu przydzielało mu często żołnierzy podlegających zwolnieniu, oficerów rezerwy oraz szeregowców i oficerów zakwalifikowanych przez dowództwa okręgów generalnych jako nienadających się do dalszej służby wojskowej.
29 października 1921 wojewoda tarnopolski wydał zarządzenie w którym granicę państwową na terenie województwa tarnopolskiego podzielił na cztery odcinki. IV odcinek – granica powiatu skałackiego i zbarskiego obsadził 38 batalion celny z Bogdanówki.
W listopadzie 1921 Ministerstwo Spraw Wewnętrznych postanowiło powołać brygady celne. 38 batalion celny znalazł się w strukturze 5 Brygady Celnej. 
Wykonując postanowienia uchwały Rady Ministrów z 23 maja 1922, Minister Spraw Wewnętrznych rozkazem z 9 listopada 1922 zmienił nazwę „Baony Celne” na „Straż Graniczna”. Wprowadził jednocześnie w formacji nową organizację wewnętrzną. 38 batalion celny przemianowany został na 38 batalion Straży Granicznej.

## Służba celna
Odcinek batalionowy podzielony był na cztery pododcinki, które obsadzały kompanie wystawiające posterunki i patrole. Posterunki wystawiano wzdłuż linii granicznej w taki sposób, by mogły się nawzajem widzieć w dzień. W tym zakresie batalion współpracował z posterunkami i patrolami Policji Państwowej. Współpraca polegała na tym, że te pierwsze wystawiały wzdłuż linii granicznej stale posterunki i patrole, natomiast policja tworzyła je w głębi strefy, poza linią graniczną. W zakresie ochrony granicy batalion podlegał staroście.
W kwietniu 1922 bataliony celne będące na terenie DOG Lwów otrzymały zadanie chronić w rejonie swojej odpowiedzialności wiadukty, mosty kolejowe i dworce. Zadanie taki otrzymał także 38 batalion celny w Kamionce.
Sąsiednie bataliony
- 23 batalion celny ⇔ 25 batalion celny – XII 1921[13]

## Kadra batalionu
Dowódcy batalionu
| stopień | imię i nazwisko  | okres pełnienia służby | kolejne stanowisko |
| ------- | ---------------- | ---------------------- | ------------------ |
| płk     | Jan Werstakowski | VII – X 1922           | emeryt             |

## Struktura organizacyjna
| Ordre de Bataille 38 batalionu celnego w Bogdanówce w październiku 1922 | Ordre de Bataille 38 batalionu celnego w Bogdanówce w październiku 1922 | Ordre de Bataille 38 batalionu celnego w Bogdanówce w październiku 1922 | Ordre de Bataille 38 batalionu celnego w Bogdanówce w październiku 1922 | Ordre de Bataille 38 batalionu celnego w Bogdanówce w październiku 1922 |
| kompania                                                                | 1. Podwołoczyska                                                        | 2. Rożyska                                                              | 3. Toki                                                                 | 4. Kałaharówka                                                          |
| ----------------------------------------------------------------------- | ----------------------------------------------------------------------- | ----------------------------------------------------------------------- | ----------------------------------------------------------------------- | ----------------------------------------------------------------------- |
| dowódcy                                                                 | kpt. Piotr Błyskał                                                      | por. Władysław Kaduro                                                   | kpt. Zygmunt Składzień                                                  | por. Adolf Pasterczyk                                                   |